# Hyppa virgata
Hyppa virgata är en fjärilsart som beskrevs av Tutt 1892. Hyppa virgata ingår i släktet Hyppa och familjen nattflyn. Inga underarter finns listade i Catalogue of Life.